# Zwetterpolder
Het waterschap Zwetterpolder was een waterschap in de gemeenten Noordwijk en Noordwijkerhout in de Nederlandse provincie Zuid-Holland. In 1658 kreeg de polder Boekhorst een eigen bestuur en werd van de Zwetterpolder afgescheiden.
Het waterschap was verantwoordelijk voor de vervening, drooglegging en later de waterhuishouding in de polder.